# Atletik under sommer-OL 2024 - spydskast (herrer)
Mændenes spydkast ved Sommer-OL 2024 blev afholdt i Paris, Frankrig, den 6. og 8. august 2024. Det er 27. gang, at begivenheden blev konkurreret ved Sommer-OL siden dens introduktion i 1908.

## Program
Alle tider er UTC+2
Mændenes spydkast fandt sted over to separate dage.
| Dato                   | Tid   | Runde         |
| ---------------------- | ----- | ------------- |
| Tirsdag 6. august 2024 | 10:10 | Kvalifikation |
| Torsdag 8. august 2024 | 20:30 | Finale        |

## Resultater

### Kvalifikation
Kvalifikationen blev afholdt den 6. august, kl 10:20 (UTC+2).
Kvalifikation: Atleter, der opfyldte kvalifikationskravet på 84,00 m (Q) eller som mindst var blandt de 12 bedste (q), kvalificerede sig til finalen.
| Rangering | Gruppe | Atleter                  | Nationalitet       | Distance (m) | Distance (m) | Distance (m) | Distance (m) | Noter |
| Rangering | Gruppe | Atleter                  | Nationalitet       | #1           | #2           | #3           | Finale       | Noter |
| --------- | ------ | ------------------------ | ------------------ | ------------ | ------------ | ------------ | ------------ | ----- |
| 1         | B      | Neeraj Chopra            | Indien             | 89.34        | —            | —            | 89.34        | Q, SB |
| 2         | B      | Anderson Peters          | Grenada            | 88.63        | —            | —            | 88.63        | Q, SB |
| 3         | A      | Julian Weber             | Tyskland           | 87.76        | —            | —            | 87.76        | Q     |
| 4         | B      | Arshad Nadeem            | Pakistan           | 86.59        | —            | —            | 86.59        | Q, SB |
| 5         | A      | Julius Yego              | Kenya              | 78.84        | 80.76        | 85.97        | 85.97        | Q, SB |
| 6         | B      | Luiz Maurício da Silva   | Brasilien          | 81.62        | 83.21        | 85.91        | 85.91        | Q, AR |
| 7         | A      | Jakub Vadlejch           | Tjekkiet           | 85.63        | —            | —            | 85.63        | Q     |
| 8         | A      | Toni Keränen             | Finland            | 79.04        | x            | 85.27        | 85.27        | Q, PB |
| 9         | B      | Andrian Mardare          | Moldova            | x            | 76.76        | 84.13        | 84.13        | Q, SB |
| 10        | A      | Oliver Helander          | Finland            | 83.81        | —            | —            | 83.81        | q     |
| 11        | A      | Keshorn Walcott          | Trinidad og Tobago | 74.89        | 83.02        | 82.57        | 83.02        | q     |
| 12        | B      | Lassi Etelätalo          | Finland            | 82.91        | x            | 78.42        | 82.91        | q     |
| 13        | A      | Genki Dean               | Japan              | 82.48        | x            | 77.40        | 82.48        | SB    |
| 14        | B      | Marcin Krukowski         | Polen              | 81.37        | x            | 82.34        | 82.34        |       |
| 15        | B      | Artur Felfner            | Ukraine            | x            | 81.84        | 74.54        | 81.84        |       |
| 16        | B      | Cameron McEntyre         | Australien         | 76.33        | x            | 81.18        | 81.18        |       |
| 17        | A      | Alexandru Novac          | Rumænien           | x            | 77.35        | 81.08        | 81.08        |       |
| 18        | A      | Kishore Jena             | Indien             | 80.73        | x            | 80.21        | 80.73        |       |
| 19        | A      | Pedro Henrique Rodrigues | Brasilien          | 76.23        | 79.46        | 75.69        | 79.46        |       |
| 20        | B      | Timothy Herman           | Belgien            | 79.42        | 78.82        | x            | 79.42        |       |
| 21        | B      | Edis Matusevičius        | Litauen            | x            | x            | 79.40        | 79.40        |       |
| 22        | B      | Max Dehning              | Tyskland           | 74.58        | 75.10        | 79.24        | 79.24        |       |
| 23        | B      | Cyprian Mrzyglód         | Polen              | 78.50        | x            | 77.16        | 78.50        |       |
| 24        | B      | Chinecherem Nnamdi       | Nigeria            | 77.53        | x            | 76.45        | 77.53        |       |
| 25        | A      | Patriks Gailums          | Letland            | x            | 77.26        | x            | 77.26        |       |
| 26        | A      | Dawid Wegner             | Polen              | x            | 75.53        | 76.89        | 76.89        |       |
| 27        | A      | Curtis Thompson          | USA                | 76.79        | x            | 74.24        | 76.79        |       |
| 28        | A      | Leandro Ramos            | Portugal           | 75.73        | x            | x            | 75.73        |       |
| 29        | B      | Moustafa Mahmoud         | Egypten            | 74.87        | x            | x            | 74.87        |       |
| 30        | A      | Ihab Abdelrahman         | Egypten            | 72.98        | x            | x            | 72.98        |       |
|           | B      | Gatis Cakšs              | Letland            | x            | x            | x            | NM           |       |
|           | A      | Teuraiterai Tupaia       | Frankrig           | x            | x            | x            | NM           |       |

### Finale
Finalen blev afholdt den 8. august med start kl. 20:30 (UTC+2) om aftenen.
| Rangering                        | Atleter         | Nationalitet       | Distance (m) | Distance (m) | Distance (m) | Distance (m)    | Distance (m)    | Distance (m)    | Distance (m) | Noter      |
| Rangering                        | Atleter         | Nationalitet       | #1           | #2           | #3           | #4              | #5              | #6              | Finale       | Noter      |
| -------------------------------- | --------------- | ------------------ | ------------ | ------------ | ------------ | --------------- | --------------- | --------------- | ------------ | ---------- |
| 1                                | Arshad Nadeem   | Pakistan           | X            | 92.97        | 88.72        | 79.40           | 84.87           | 91.79           | 92.97        | AR, OR, PB |
| 2. plads, sølvmedaljemodtager(e) | Neeraj Chopra   | Indien             | X            | 89.45        | X            | X               | X               | X               | 89.45        | SB         |
| 3                                | Anderson Peters | Grenada            | 84.70        | 87.87        | X            | 88.54           | 87.38           | 81.83           | 88.54        |            |
| 4                                | Jakub Vadlejch  | Tjekkiet           | 80.15        | 84.52        | 88.50        | X               | 84.98           | 83.27           | 88.50        |            |
| 5                                | Julius Yego     | Kenya              | 80.29        | 87.72        | X            | 84.90           | 83.20           | 81.58           | 87.72        | SB         |
| 6                                | Julian Weber    | Tyskland           | X            | 87.33        | X            | 86.85           | 87.40           | 84.09           | 87.40        |            |
| 7                                | Keshorn Walcott | Trinidad og Tobago | 86.16        | X            | 82.89        | 78.96           | 76.86           | -               | 86.16        | SB         |
| 8                                | Lassi Etelätalo | Finland            | 78.81        | 77.60        | 84.58        | 82.02           | X               | 81.69           | 84.58        |            |
| 9                                | Oliver Helander | Finland            | 81.24        | 82.68        | X            | Gik ikke videre | Gik ikke videre | Gik ikke videre | 82.68        |            |
| 10                               | Toni Keränen    | Finland            | 80.92        | 75.33        | 78.90        | Gik ikke videre | Gik ikke videre | Gik ikke videre | 80.92        |            |
| 11                               | Luiz da Silva   | Brasilien          | 80.67        | 78.67        | X            | Gik ikke videre | Gik ikke videre | Gik ikke videre | 80.67        |            |
| 12                               | Andrian Mardare | Moldova            | 79.14        | 80.10        | 77.77        | Gik ikke videre | Gik ikke videre | Gik ikke videre | 80.10        |            |